# Эдвардс, Брайан
Брайан Эдвардс (англ. Bryan Edwards; 21 мая 1743. Уэстбери, графство Уилтшир — 15/16 июля 1800, Саутгемптон) — английский политический и общественный деятель, писатель

, историк и путешественник. Член Парламента Великобритании (1796—1800).
Член Лондонского королевского общества с 1794 года.

## Биография
Рано осиротел, жил в бедности и его на воспитание взял в свою семью дядя-плантатор на Ямайке. После его смерти Эдвардс унаследовал состояние, включая шесть плантаций.
Со временем стал одним из ведущих членов колониального собрания Ямайки, но через несколько лет вернулся в Англию.
В 1782 году Эдвардс безуспешно пытался получить место в парламенте Великобритании в качестве члена от Чичестера . С 1787 по 1792 год снова жил на Ямайке, занимался кроме плантаторства, торговлей колониальными товарами. Затем переселился в Англию и предприняв в 1795 году ещё одну неудачную попытку стать парламентарием на этот раз от Саутгемптона.
В мае 1796 года всё же стал членом парламента и сохранял это место до своей смерти. Активно выступал за сохранение работорговли. Член парламента Британии, аболиционист Уильям Уилберфорс описывал его, как «могущественного противника».
В 1784 году Эдвардс написал «Мысли о поздних судебных заседаниях правительства о торговле островов Вест-Индии с Соединенными Штатами Америки» (Thoughts on the late Proceedings of Government respecting the Trade of the West India Islands with the United States of America), в которых он подверг критике ограничения, наложенные правительством на торговлю с Соединенными Штатами. В 1793 году опубликовал в двух томах свой большой труд «История, гражданская и торговая британских колоний в Вест-Индии», а в 1797 году «Исторический обзор французской колонии на острове Сан-Доминго» (Historical Survey of the French Colony in the Island of St Domingo).
В 1801 году новое издание обеих этих работ с некоторыми дополнениями было опубликовано в трёх томах под названием «История британских колоний в Вест-Индии» (History of the British Colonies in the West Indies). Труд был переведен на немецкий язык, частично на французский и испанский, пятое издание было опубликовано в 1819 году.
Когда Мунго Парк вернулся в 1796 году из своего знаменитого путешествия по Африке, Эдвардс, который в то время был секретарём Ассоциации содействия открытию Внутренних районов Африки, составил на основе отчётов М. Парка записку о его путешествиях, который был опубликован ассоциацией в своих трудах, после чего М. Парк, воспользовавшись помощью Эдвардса, подробно написал о своих путешествиях.
Б. Эдвардс — автор несколько стихов и некоторых других произведенийя, относящихся к истории Вест-Индии.
Б. Эдвардс оставил краткий очерк своей жизни, который был включён в издание «Истории Вест-Индии», опубликованному в 1801 году.